# Burg Akashi

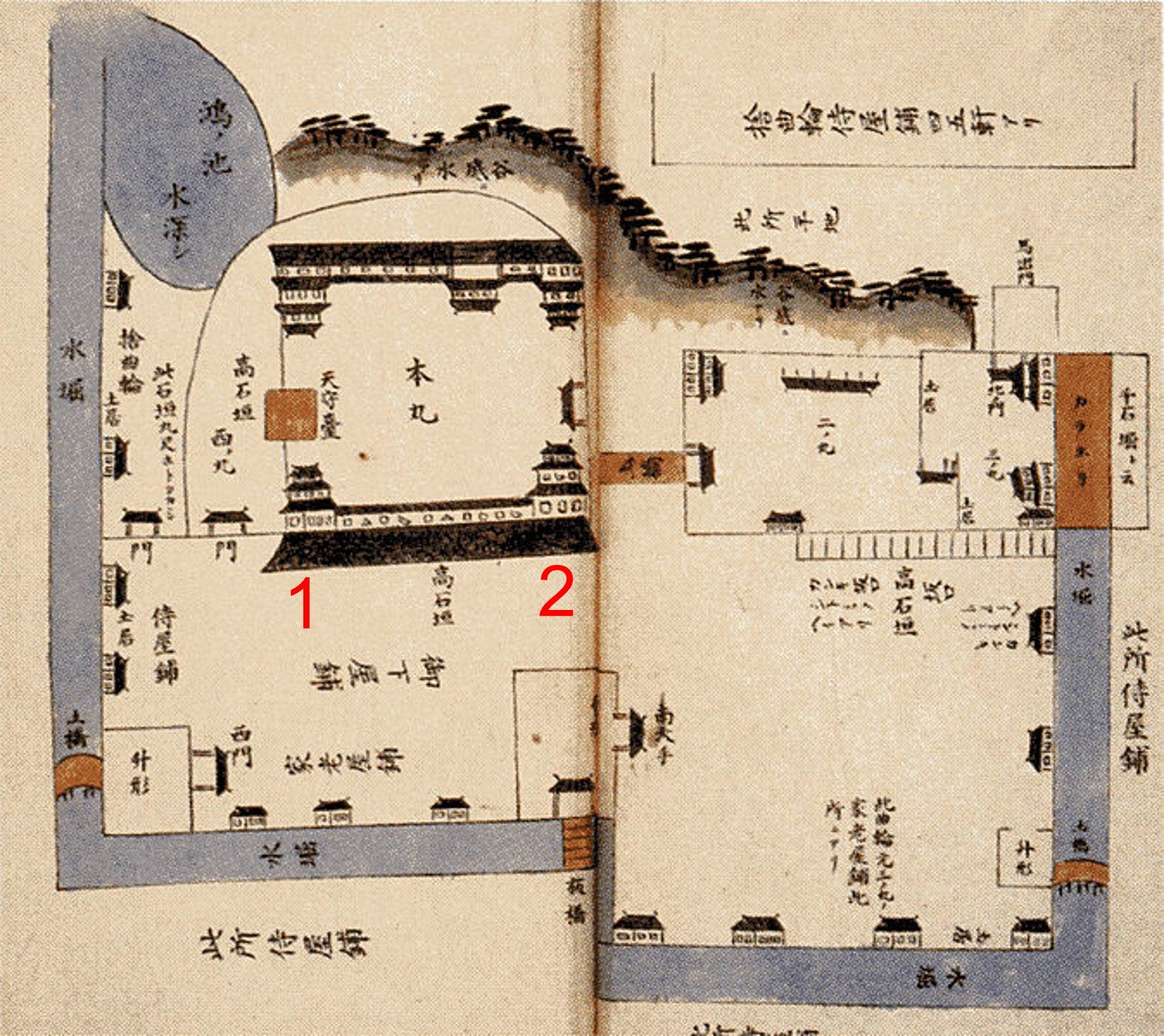
Plan der Burg Akashi
1 = Hitsujisaru, 2 = Tatsumi

Die Burg Akashi (japanisch 明石城, Akashi-jō) befindet sich in der Stadt Akashi, Präfektur Hyōgo. In der Edo-Zeit residierte dort zuletzt eine Zweigfamilie der Echizen-Matsudaira, die zu den Tokugawa-nahen Familien, den Go-kamon (御家門), gehörte. Dieser Zweig in Akashi mit einem Einkommen von 60.000 Koku gehörte zu den mittelgroßen Daimyō.

## Burgherren
- Ab 1617 ein Zweig der Ogasawara mit einem Einkommen von 100.000 Koku.
- Ab 1632 ein Zweig der Toda-Matsudaira mit 70.000 Koku.
- Ab 1639 ein Zweig der Ōkubo mit 70.000 Koku.
- Ab 1649 ein Zweig der Fujii-Matsudaira mit 70.000 Koku.
- Ab 1679 ein Zweig der Honda mit 60.000 Koku.
- Ab 1682 ein Zweig der Echizen-Matsudaira mit 60.000 Koku.

## Die Anlage
Im Jahr 1618 veranlasste Shōgun Tokugawa Hidetada eine Neuordnung der Han (Lehen) in Westjapan. Dabei kam die Burg Funage (舟下城, Funage-jō) unter die Herrschaft von Ogasawara Tadazane (小笠原 忠真, auch Tadamasa (忠政) genannt; 1596–1667). Ab dem folgenden Jahr baute Tadazane etwa 1 km nordöstlich auf einem Hügel in aller Schnelle eine Burg, die noch im selben Jahr im Großen und Ganzen fertig wurde. Dies geschah wegen des Shogunats-Befehls „Nur eine Burg pro Provinz“ (一国一城令, Ikkoku ichijō-rei) unter Verwendung von Baumaterials aus den Burgen Funage, Miki, Takasago und anderen Burgen. Von dieser Burg aus konnte man die Daimyō in den westlichen Provinzen kontrollieren. Gleichzeitig diente die Burg auch der Burg Himeji als Flankenschutz.
Die Burg wurde auf einer Anhöhe über der Inlandsee angelegt, auf der sie sich in Ostwest-Richtung erstreckt. Vom Westen folgen aufeinander Inari-kuruwa (稲荷郭), der zentrale Bereich, das Hommaru (本丸), Ni-no-maru (二ノ丸) und das Higashi-no-maru (東ノ丸). Südlich davon befindet sich das San-no-maru (三ノ丸). Weitere Vorburgen schützten im Osten und Westen das Zentrum, auch im Norden wurde auf der Anhöhe ein Graben gezogen. Im Hommaru war ein Burgturm geplant, aber mehr die steinerne Basis ist davon nicht realisiert worden.
Erhalten geblieben sind die Hitsujisaru- und Tatsumi-Wachtürme, das Mauerwerk vom Hommaru, Ni-no-maru und San-no-maru sowie die Erdwälle vom San-no-maru. Heute ist der Burggebiet öffentlicher Park unter der Bezeichnung Akashi kōen (明石公園).

## Bilder

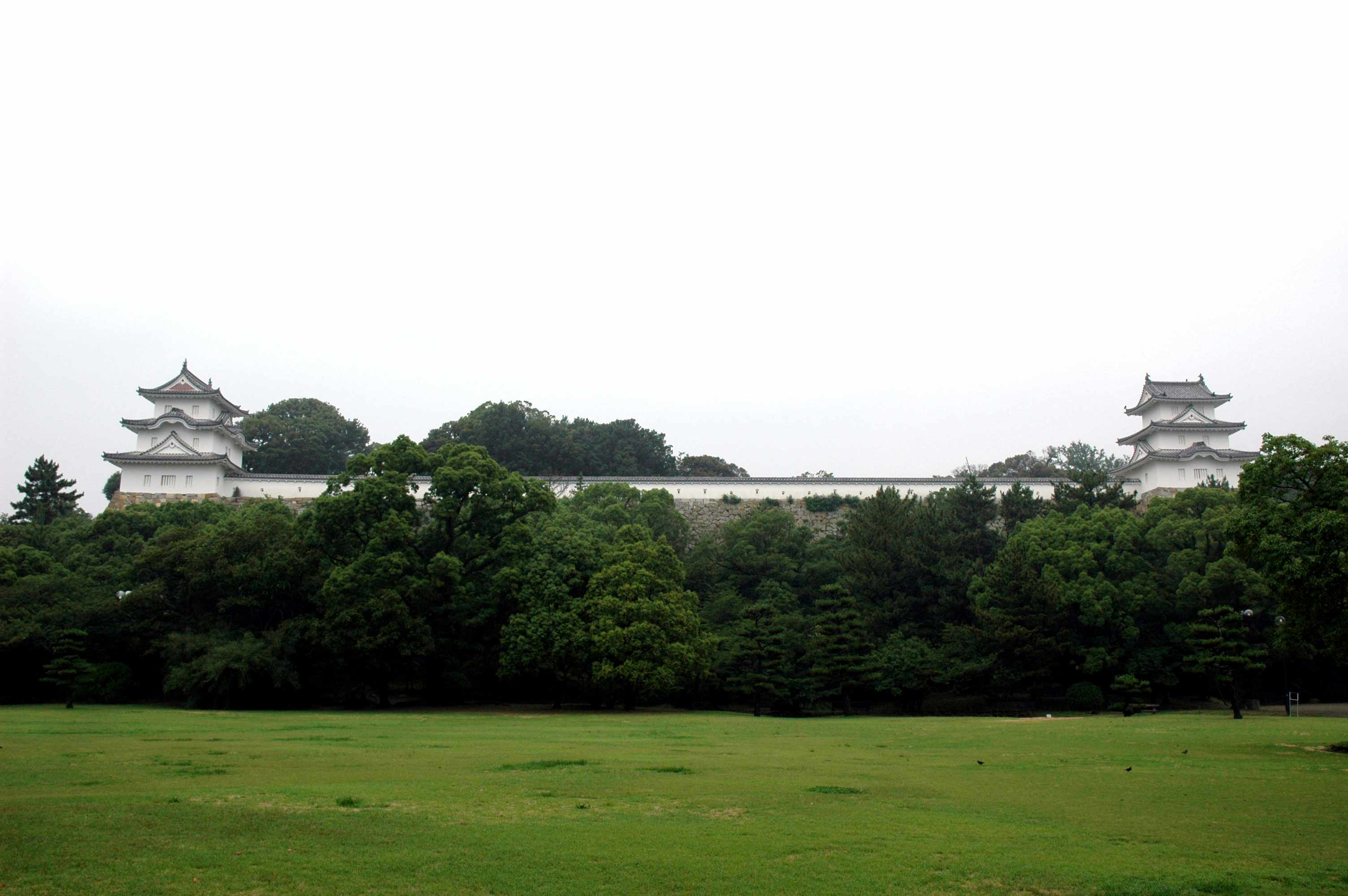
Hommaru mit den beiden Yagura
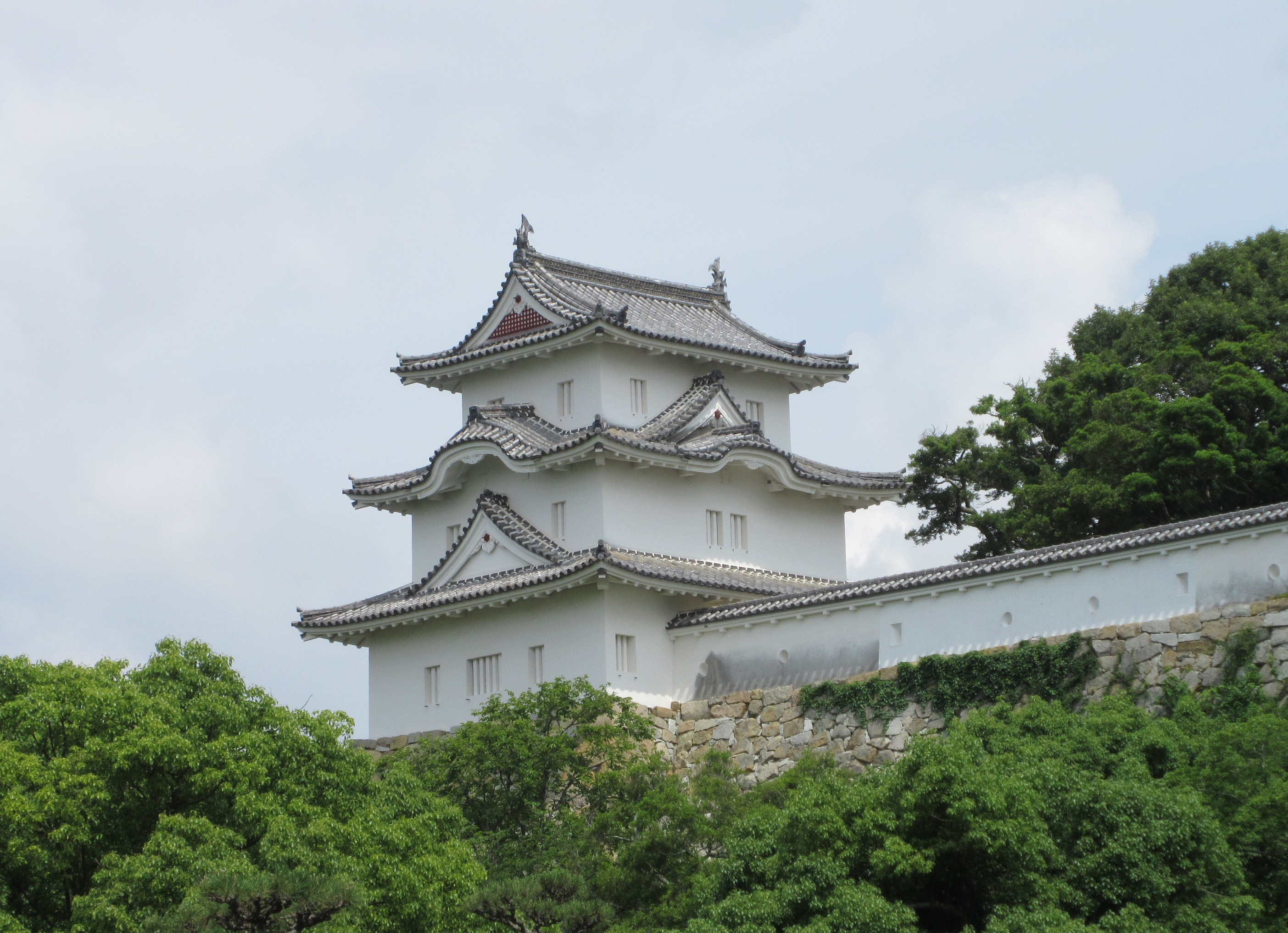
Hitsusaru-Yagura[a 1]
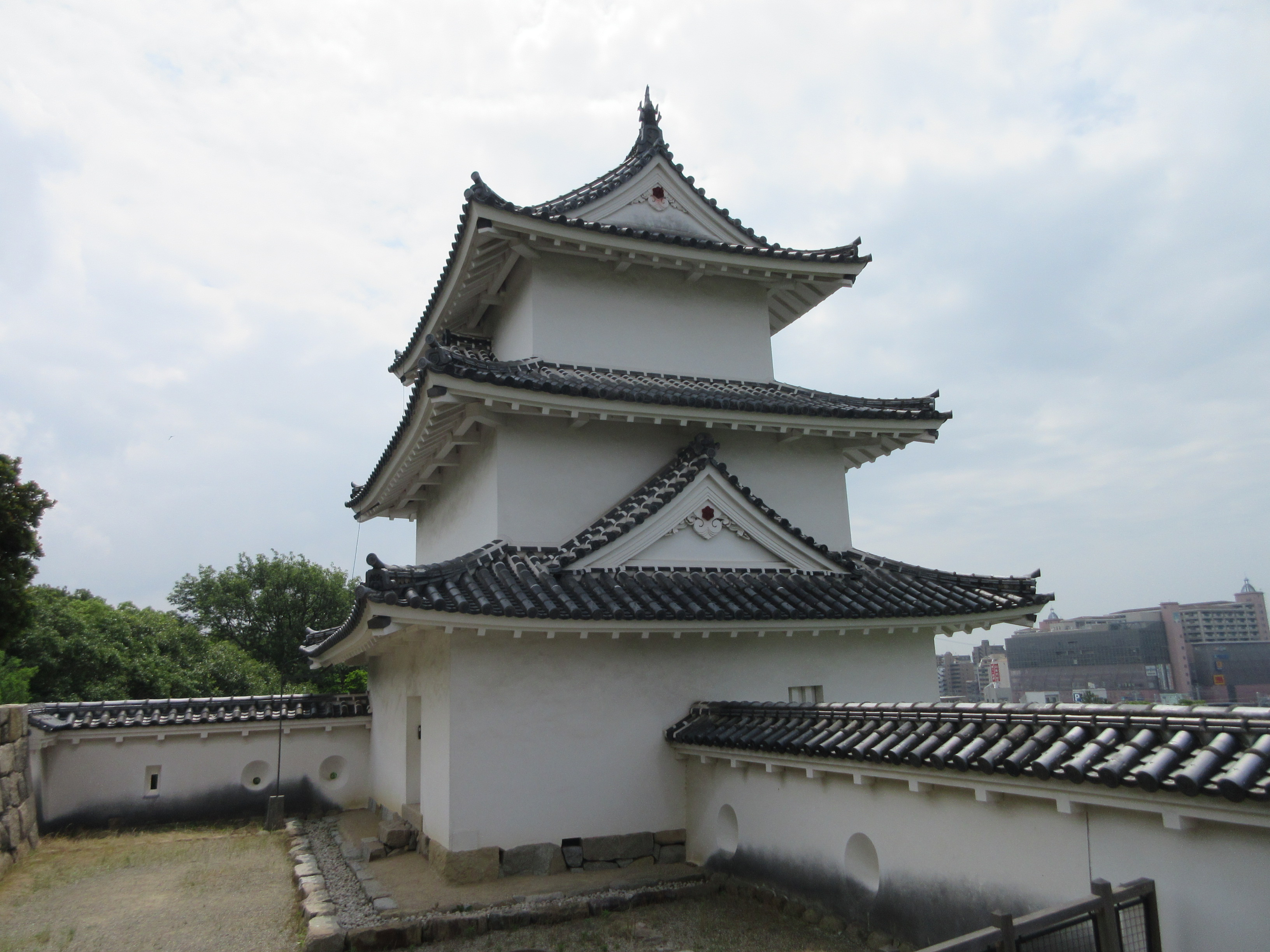
Tatsumi-Yagura
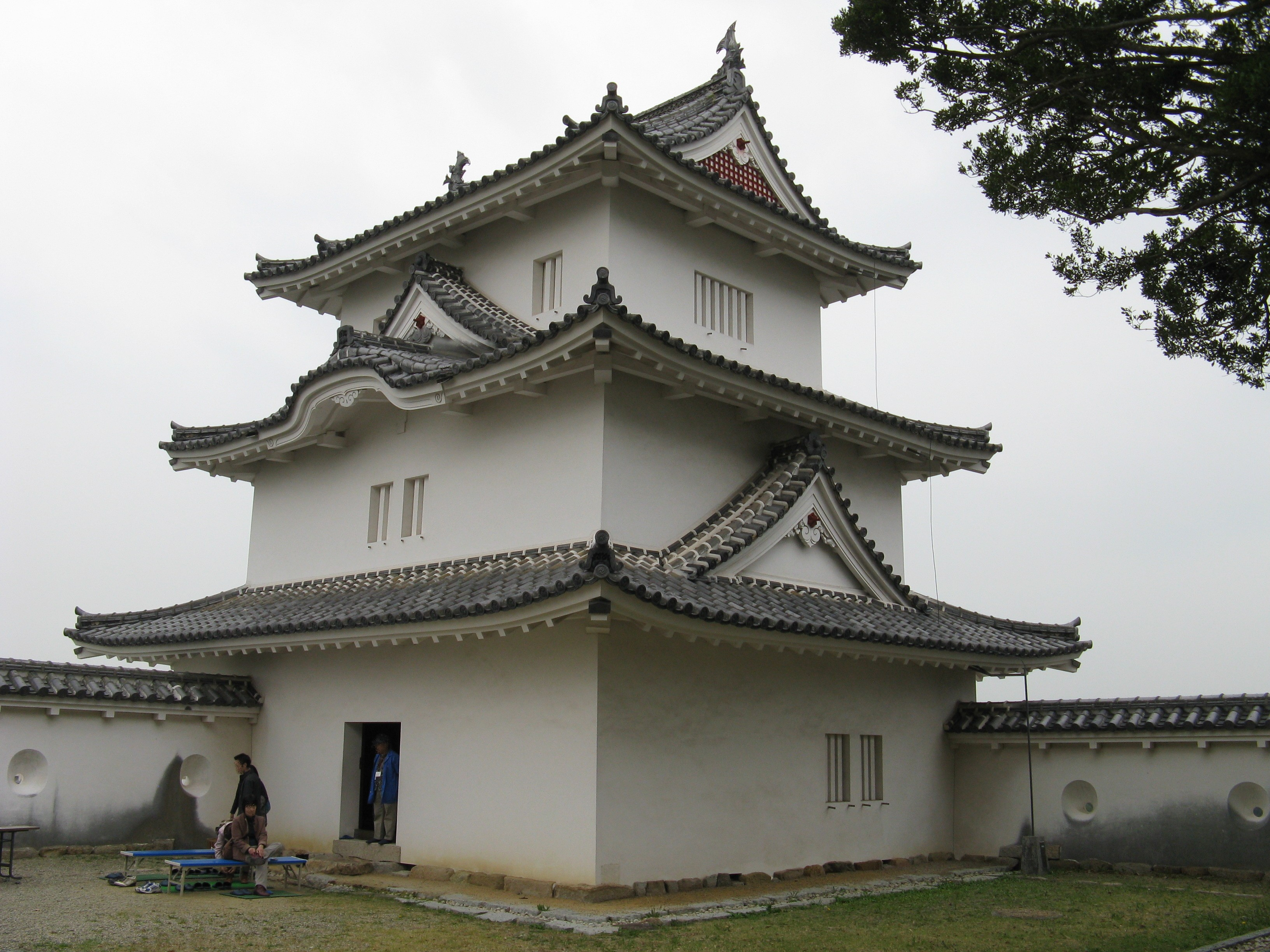
Hitsujisaru-Yagura, innen
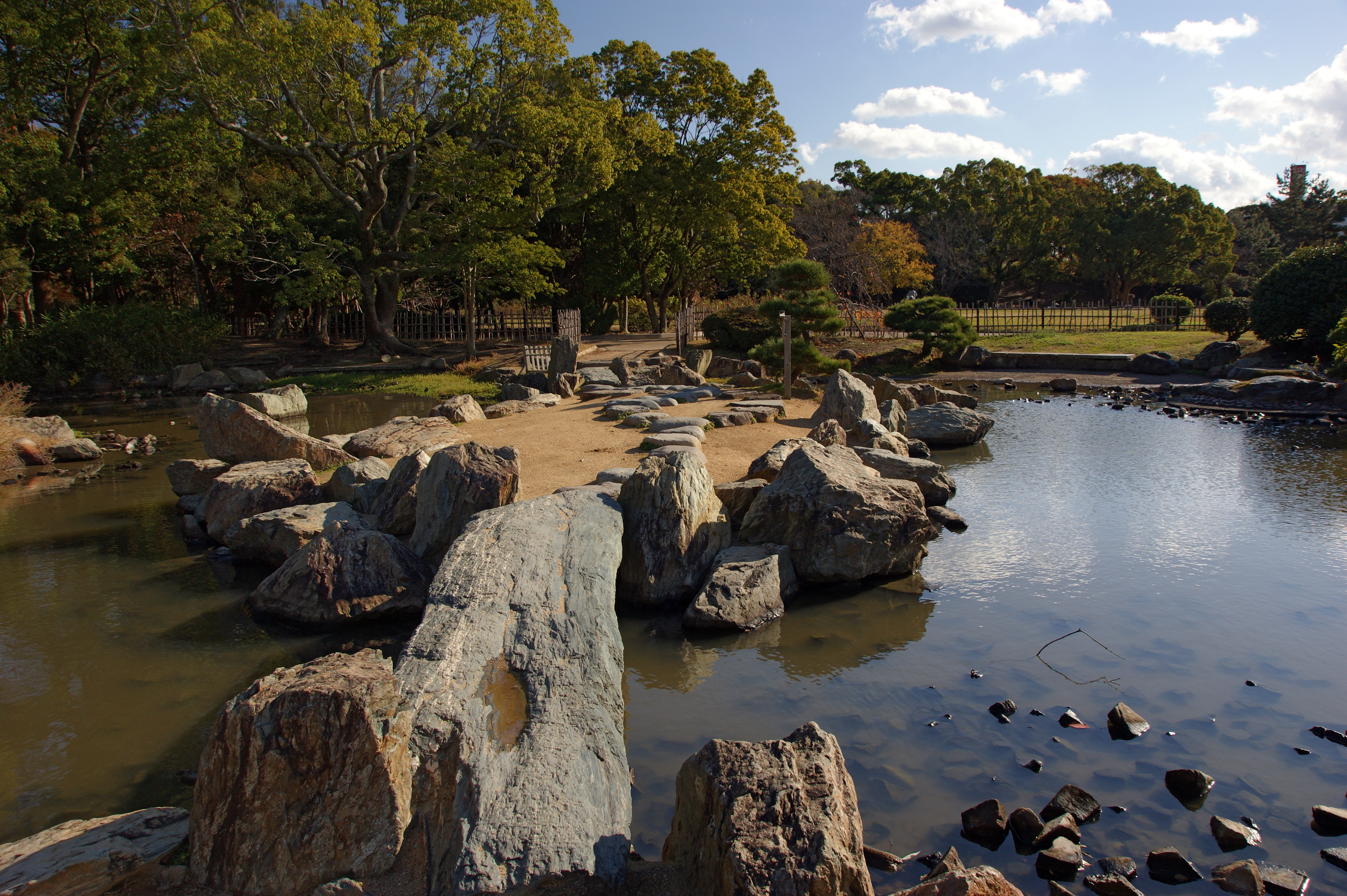
Alter Teich